# Влада Анта Гвозденовића
Анто Гвозденовић је био премијер и министар иностраних послова у Влади која је формирана 23. септембра 1922. указом регенткиње краљице Милене након изненадне смрти генерала Милутина Вучинића. У Влади генерала др Анта Гвозденовића министар просвете и црквених послова, заступник министра финансија, заступник министра правде и министра привреде и грађевина био је Перо Вучковић, док је за министра војног именован бригадир Ђуро Јововић.
Анто Гвозденовић је на положају премијера био од октобра 1922 до 1925. године, када престаје постојање црногорске Владе у прогонству.

## Две сукобљене владе
Послије смрти Милутина Вучинића сукоб међу црногорском емиграцијом у Италији је кулминирао кад је Јован С. Пламенац настојао да приграби престо, сам себе прогласивши за председника Владе, оптуживши Николине синове, Данила и Петра за шуровање са београдским властима и оспоравајући намесништво краљици Милени. Краљица Милена је именовала црногорску владу на челу с генералом др Антом Гвозденовићем. Тако су у егзилу постојале паралелно две међусобно потпуно конфронтирајуће црногорске Владе (једна Пламенчева, друга Гвозденовићева)

## Чланови владе
| Функција                              | Слика     | Име и презиме    | Детаљи |
| ------------------------------------- | --------- | ---------------- | ------ |
| Предсједник Министарског Савјета      |           | Анто Гвозденовић |        |
| Министар Иностраних Послова           |           | Анто Гвозденовић |        |
| Министар Просвјете и Црквених Послова |           | Перо Вучковић    |        |
| Министар Финансија                    | заступник | Перо Вучковић    |        |
| Министар Правде                       | заступник | Перо Вучковић    |        |
| Министар Привреде и Грађевина         | заступник | Перо Вучковић    |        |
| Министар Војни                        |           | Ђуро Јововић     |        |
| Министар Унутрашњих Послова           |           | ?                |        |